# Eric Reece

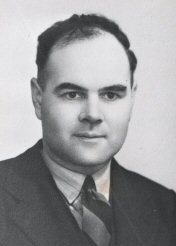
Eric Reece

Eric Elliott Reece AC (* 6. Juli 1909 in Mathinna, Tasmanien; † 23. Oktober 1999 in Hobart, Tasmanien) war ein australischer Politiker der Australian Labor Party (ALP), der zwischen 1958 und 1969 sowie erneut zwischen 1972 und 1975 Premierminister von Tasmanien war.

## Leben

### Abgeordneter und Minister
Reece wurde als Kandidat der Australian Labor Party am 23. November 1946 im Wahlkreis Darwin-Braddon erstmals zum Mitglied des Repräsentantenhauses (Tasmanian House of Assembly), dem Unterhaus des tasmanischen Parlaments, gewählt und gehörte diesem bis zu seinem Mandatsverzicht am 31. März 1975 an.
Bereits kurz darauf wurde er am 10. Dezember 1946 von Premierminister Robert Cosgrove als ehrenamtlicher Wohnungsbauminister (Honorary Minister for Housing) erstmals in ein Regierungsamt berufen und bekleidete dieses bis zum 18. Dezember 1947. Zugleich wurde er am 30. Oktober 1947 auch zum verantwortlichen Bergbauminister (Minister responsible for Mines) und bekleidete dieses Amt bis zum 25. August 1958. Nach dem Amtsantritt von Premierminister Edward Brooker am 18. Dezember 1947 wurde Reece Minister für Ländereien und öffentliche Arbeiten (Minister for Lands and Works) und bekleidete auch dieses Amt in der zweiten Regierung Cosgrave, der am 25. Dezember 1948 wieder Premierminister wurde, bis zum Ende von Cosgraves Amtszeit am 25. August 1958. Zuletzt war er vom 23. Oktober 1958 bis zum 25. August 1958 zusätzlich Minister für Kommunalverwaltung (Minister for Local Government).

### Premierminister 1958 bis 1969
Am 26. August 1958 wurde Reece schließlich Cosgraves Nachfolger und übernahm erstmals das Amt des Premierministers, das er elf Jahre lang bis zum 26. Mai 1969 bekleidete.
Zugleich übernahm er in seinem Kabinett vom 26. August 1958 bis zum 26. Mai 1969 kommissarischer Bergbauminister (Minister administering the Department of Mines) und war vom 26. August bis 28. Oktober 1958 erstmals auch Finanzminister (Treasurer). Im Anschluss war er vom 28. Oktober 1958 bis zum 12. Mai 1959 Generalstaatsanwalt (Attorney General) und zusätzlich zwischen dem 16. Januar und dem 12. Mai 1959 kommissarischer Minister für Polizei und Lizenzierung (Minister administering the Police Department and Licensing).
Bei den Parlamentswahlen vom 2. Mai 1959 errang die Labor Party 71.535 Stimmen (44,5 Prozent) und erlitt einen Verlust von 5,77 Prozentpunkten. In dem von 30 auf 35 Sitze erweiterten House of Assembly erreichte sie 17 Sitze, während die oppositionelle Liberal Party of Australia von Tim Jackson auf 66.005 Wählerstimmen (41,05 Prozent) kam und 16 Sitze erhielt. Zwei Mandate entfielen auf parteilose Kandidaten. Nach der Wahl übernahm Reece am 12. Mai 1959 erneut das Amt des Finanzministers und übte auch dieses zehn Jahre lang bis zum 26. Mai 1969 aus.
Die Regierung Reece wurde bei den Parlamentswahlen am 2. Mai 1964 im Amt bestätigt und errang mit 90.631 Stimmen (51,32 Prozent) 19 Sitze und damit eine absolute Mehrheit. Die Liberal Party, nunmehr mit dem Spitzenkandidaten Angus Bethune, erzielte 67.971 Stimmen (38,49 Prozent) und konnte damit ihre 16 Mandate verteidigen.
Bei den darauf folgenden Parlamentswahlen am 10. Mai 1969 verlor die Labor Party ihre absolute Mehrheit und errang mit 90.278 Stimmen (47,68 Prozent) nur noch 17 Mandate. Die Liberal Party kam mit 67.971 Stimmen (43,98 Prozent) ebenfalls auf 17 Mandate und bildete am 26. Mai 1969 mit Angus Bethune als Premierminister eine Koalition mit der Centre Party, deren einziger Abgeordneter und langjähriger Sprecher des House of Assembly, Kevin Lyons, Vize-Premierminister wurde.

### Premierminister 1969 bis 1972
Reece übernahm nach der Wahlniederlage das Amt des Oppositionsführers und errang mit der Labor Party die Parlamentswahlen vom 22. April 1972 einen überwältigenden Wahlsieg. Die ALP gewann 108.910 Stimmen (54,93 Prozent) 7,25 Prozentpunkte hinzu und verfügte jetzt über 21 Sitze im Repräsentantenhaus. Bethunes Liberal Party holte diesmal 76.073 Stimmen (38,37 Prozent) und verlor damit 5,61 Prozentpunkte und kam nur noch auf 14 Parlamentsmandate. Bei diesen Wahlen erhielt er mit 14.790 Stimmen (35,4 Prozent) das bislang beste Ergebnis im Wahlkreis Braddon.
Im Anschluss wurde Reece am 3. Mai 1972 erneut Premierminister und war vom 3. Mai 1972 bis zum 31. März 1975 abermals Finanzminister und auch kommissarischer Bergbauminister. Daneben war er vom 2. August bis zum 21. August 1972 kurzzeitig Generalstaatsanwalt.
Am 31. März 1975 trat er als Premierminister zurück und wurde durch Vize-Premierminister Bill Neilson abgelöst. 1975 wurde er Companion des Order of Australia.